# 甘隆站
甘隆站，前称干沟站，位于中国青海省海西州格尔木市郭勒木德镇小甘沟，宏扬水泥、三鑫加油站附近，海拔3309米，于2006年7月1日启用。该站为青藏铁路的无人驻守车站，由青藏铁路集团公司营运。
车站设有2条股道，有效长度720米；到发线站房侧设旅客站台1座，长50米、宽4米。站场格尔木端设有安全线1条。未来本站到发线长度由720米延长至900米，并新建接触网停留线和拉萨端安全线各1条。